# Таганрог (новоизобретённый корабль)
«Таганрог» — парусный новоизобретённый корабль Азовской флотилии, участник русско-турецкой войны 1768—1774 годов, в том числе в Балаклавского морского сражения. В течение службы дважды терпел кораблекрушения во льдах в Азовском море, после первого из которых был поднят со дна моря и восстановлен.

## Описание судна
Представитель серии новоизобретённых кораблей типа «Азов». Всего в рамках проекта было построено семь двухмачтовых так называемых новоизобретённых кораблей второго рода. Водоизмещение корабля составляло 173 ласт, длина — 31,4—31,5 метра, ширина — 8,5—8,6 метра, а осадка — 2,6 метра. Первоначальное вооружение судна составляли шестнадцать орудий, включавшие по сведениям из различных источников четырнадцать 12- или 14-фунтовых пушек и две 1-пудовые гаубицы, однако при последующей тимберовке вооружение корабля было усилено до 20 орудий, включавших две 1-пудовые гаубицы, четыре 3-фунтовых фальконета, четыре 12-фунтовые и десять 6-фунтовых пушек. Экипаж судна мог достигать 128 человек. Из-за уменьшенной осадки, предназначавшейся для обеспечения возможности преодоления мелководного бара Дона и перехода в Азовское море, как и все новоизобретённые корабли обладал посредственными мореходными качествами и остойчивостью.
Корабль был назван в честь повторного взятия русскими войсками 19 (30) марта 1769 года Таганрога.

## Предпосылки постройки
18 (29) ноября 1768 года правительством Российской империи было принято решение использовать старые «петровские» верфи для строительства кораблей, способных вести боевые действия в Азовском море, реке Дон и её притоках. Корабли были названы «новоизобретёнными», поскольку ни конструкцией, ни размерами не соответствовали строившимся до этого линейным кораблям. Для обеспечения возможности преодоления мелководного бара Дона было принято решение строить корабли с минимально возможной осадкой, однако это не лучшим образом сказалось на мореходных качествах этих судов. Несмотря на большое количество недостатков в конструкции новоизобрётенных кораблей, они продержались в составе флота порядка 15 лет.

## История службы
Корабль «Таганрог» был заложен на Новохопёрской верфи в сентябре 1769 года и после спуска на воду 19 (30) марта 1770 года вошёл в состав Азовской флотилии России. Строительство вёл кораблестроитель в звании корабельного мастера И. И. Афанасьев.
Летом 1770 года совершил переход с верфи в Таганрог, куда прибыл 21 августа (1 сентября).

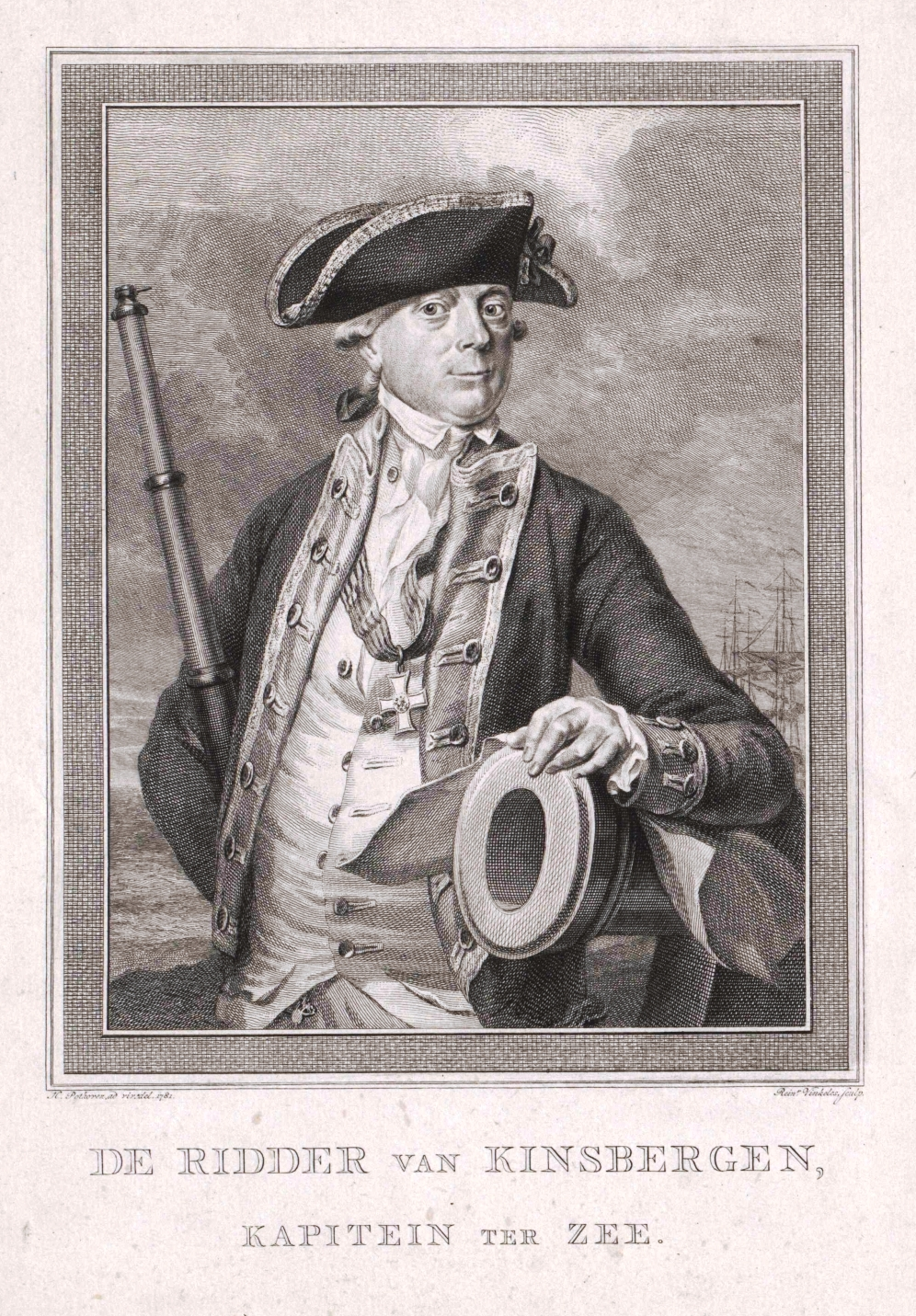
Я. Х. ван Кинсберген, 1781, в чине капитана 1 ранга

Принимал участие в русско-турецкой войне 1768—1774 годов. В кампанию 1771 года в мае и июне входил в состав эскадры вице-адмирала А. Н. Сенявина, которая 17 (28) мая покинула Таганрог и вышла в крейсерское плавание в Азовское море. 21 июня (2 июля) эскадра пошла на сближение с неприятельским флотом, обнаруженным в Керченском проливе, однако турецкие корабли уклонились от боя и ушли. В следующем 1772 году в составе отряда капитана 1-го ранга Я. Ф. Сухотина с мая по октябрь находился в крейсерском плавании в Чёрном море и Керченском проливе.
В кампанию 1773 года находился в составе отряда капитана 2-го ранга Яна Кинсбергена, который с мая по июнь находился в крейсерском плавании у южных берегов Крыма. В составе того же отряда 23 июня (4 июля) принимал участие в Балаклавском морском сражении. В течение первого часа боя в одиночку сражался против турецкого отряда из четырёх судов, включавших в том числе три 52-пушечных фрегата. Спустя час к «Таганрогу» присоединился корабль «Корон», совместно с которым после шестичасового боя удалось обратить турецкие суда в бегство. Однако из-за слабого попутного ветра преследование отступающих неприятельских кораблей не увенчалось успехом и им удалось уйти. В результате боя на корабле было убито трое членов экипажа, ещё 28 получили ранения, также было разбито одно орудие. 25 июня (6 июля) корабль вошёл в Балаклавскую бухту, а в августе прибыл в Таганрог, где встал на ремонт.
В 1774 году использовался для перевозки русских войск из Балаклавы в Гезлев, а в следующем 1775 году — для перевозки пленных турок в Синоп. В кампании 1777 и 1778 годов принимал участие в крейсерских плаваниях у южных крымских берегов в составе отрядов русского флота, а в 1778 году также в плавании в Азовском море в эскадре контр-адмирала Ф. А. Клокачёва. В 1779 году подвергся тимберовке в Таганроге.
В декабре 1781 года корабль находился в Таганрогской гавани, откуда был вынесен льдом, получил пробоину и затонул. Во время крушения погибло 39 членов экипажа, ещё 28 получили обморожения. В следующем 1782 году «Таганрог» был поднят и отремонтирован. 18 (29) июля того же года корабль ушёл в крейсерское плавание в Керченский пролив, после чего в сентябре и октябре совершил плавание в Кафу.
В ноябре 1782 года «Таганрог» находился в крейсерском плавании у берегов Крыма, однако 5 (16) ноября в связи с худостью корпуса и отсутствием второй обшивки был направлен в Таганрог. 17 (28) ноября с восточной стороны от Кривой косы встретился с большим количеством льда, попытки найти выход изо льдов в полыньях результата не дали и вечером корабль встал на якорь. Несмотря на предпринятые против напирающих льдов меры оба якоря судна были потеряны и корабль понесло льдом, пока 23 ноября (4 декабря) он не был вынесен на мелководье у небольшого острова в 4,5 километрах от косы Долгая. Здесь экипажем была предпринята ещё одна попытка спасти корабль, так для удержания судна кормой против ветра за корму был спущен запасной рангоут, по бортам из подручных средств были установлены стелюги и из оставшихся канатов изготовлены кранцы. Во время проведения работ напирающие льды разбивались баластинами и выстрелами из фальконетов. Однако стремительно наступающим льдом были оборваны выпущенный за корму рангоут и установленные по бортам стелюги и кранцы, в результате чего была повреждена обшивка корабля, сломаны несколько шпангоутов и трюм наполнился водой. На общем совете офицеров экипажа было принято решение покинуть судно, однако наступившая темнота и плохие погодные условия не позволили этого сделать.
Утром 24 ноября (5 декабря) с корабля на близлежащую косу были отправлены разведчики для поиска возможного пути эвакуации с терпящего бедствие судна, однако дорога оказалось непростой, а сама коса непригодной для организации временного лагеря. В связи с этим группа разведчиков также была направлена в другом направлении, а экипаж вынужден остаться ещё на одну ночь на борту. Утром следующего дня экипаж начал покидать судно: первыми корабль оставили нижние чины экипажа, затем унтер-офицерский состав и последними судно оставили офицеры и командир корабля капитан-лейтенант С. Ф. Филатов. С большим трудом экипажу удалось добраться до Белосаринской косы и только к 2 (13) декабря выжившие члены экипажа прибыли в Таганрог. Во время кораблекрушения погибло 32 из 100 находящихся на тот момент на судне членов экипажа, включая подшкипера по фамилии Подрезов.
Согласно свидетельствам документов, на момент оставления экипажем корабля последний находился в плачевном состоянии:

Кругом льдом протёртое, обшивка во многих местах оборванная, шпангоуты и ахтер-штевень едва не оттертые, воды сверх палубы на полтора фута.— 
По результатам крушений кораблей «Таганрог» и «Корон» Адмиралтейств-коллегией было проведено расследование, не выявившее преступления в действиях командиров кораблей, и приказом от 20 (31) января 1783 года вынесено постановление:

По рассмотрении плаваний этих кораблей и распоряжений к спасению, чинимых командирами, ни к чему иному приписан не может, как только к одному несчастию, последовавшему от силы ветров и носимаго по морю льда.— 

## Память
В коллекции Центрального военно-морского музея в Санкт-Петербурге хранится датированная 1771 годом полумодель корабля, изготовленная на Азовской флотилии в 1769—1770 годах под руководством построившего корабль корабельного мастера С. И. Афанасьева.

## Командиры корабля
Командирами новоизобретённого корабля «Таганрог» в разное время служили:
- капитан-лейтенант Ф. В. Неелов (1770—1771 годы)[16];
- капитан 2-го ранга Ф. Л. Шмаков (1772 год)[17];
- лейтенант, а затем капитан-лейтенант А. М. Колычев (1773—1774 годы)[18];
- лейтенант П. С. Сухотин (1775—1777 годы)[19];
- лейтенант Н. А. Мосолов (1778 год)[10];
- лейтенант С. Ф. Филатов (1781—1882 годы)[13].

### Комментарии
1. ↑  В серию также входили новоизобретённые корабли «Азов», «Модон», «Морея», «Новопавловск», «Корон» и «Журжа».
2. ↑  103 фута.
3. ↑  28 футов.
4. ↑  8,5 фута
5. ↑  В некоторых источниках в качестве кораблестроителя ошибочно указывается его сын — С. И. Афанасьев.
6. ↑  Из-за слабого ветра корабль не мог подойти к месту боя в течение часа.
7. ↑  Потерпел крушение в тех же числах ноября при похожих обстоятельствах.